# Список фільмів студії Pixar
Pixar Animation Studios — американська компанія з виробництва фільмів CGI, що базується в Емерівіллі, Каліфорнія, США. Студія випустила 25 повнометражних фільмів, їх першим мультфільмом була «Історія іграшок» (яка також була першим повнометражним CGI-фільмом) у 1995 році, останніми на даний момент є мультфільми «Я — панда» у 2022 році та «Стихії» у 2023. Їхній майбутній список фільмів включає: «Еліо» в 2025 році та "Історія іграшок 5" в 2026 році.

## Фільми

### Випущені
| #  | Фільм                | Дата виходу       | Режисер(и)                  | Сценарист(и) | Сценарист(и) | Продюсер(и)                          | Композитор(и)               |
| #  | Фільм                | Дата виходу       | Режисер(и)                  | Історія | Сценарій | Продюсер(и)                          | Композитор(и)               |
| -- | -------------------- | ----------------- | --------------------------- | --- | --- | ------------------------------------ | --------------------------- |
| 1  | Історія іграшок      | 22 листопада 1995 | Джон Лассетер               | Піт Доктер, Лассетер, Джо Ренфт і Ендрю Стентон Джоел Коен, Алек Соколов, Стентон і Джосс Уідон                 | Піт Доктер, Лассетер, Джо Ренфт і Ендрю Стентон Джоел Коен, Алек Соколов, Стентон і Джосс Уідон                 | Бонні Арнольд і Ральф Гуггенхайм     | Ренді Ньюман                |
| 2  | Життя комах          | 25 листопада 1998 | Джон Лассетер               | Лассетер, Джо Ренфт і Ендрю Стентон                                                                             | Дональд МакЕнері, Боб Шоу і Стентон                                                                             | Дарла К. Андерсон і Кевін Рехер      | Ренді Ньюман                |
| 3  | Історія іграшок 2    | 24 листопада 1999 | Джон Лассетер               | Еш Бреннон, Піт Доктер, Лассетер і Ендрю Стентон                                                                | Дуг Чемберлін, Ріта Сяо, Стентон і Кріс Вебб                                                                    | Карен Роберт Джексон і Хелен Плоткін | Ренді Ньюман                |
| 4  | Корпорація монстрів  | 2 листопада 2001  | Піт Доктер                  | Джилл Калтон, Доктер, Ральф Егглстон і Джефф Піджон                                                             | Ден Герсон і Ендрю Стентон                                                                                      | Дарла К. Андерсон                    | Ренді Ньюман                |
| 5  | У пошуках Немо       | 30 травня 2003    | Ендрю Стентон               | Ендрю Стентон                                                                                                   | Боб Петерсон, Девід Рейнольдс і Стентон                                                                         | Грем Уолтерс                         | Томас Ньюман                |
| 6  | Суперсімейка         | 5 листопада 2004  | Бред Берд                   | Бред Берд | Бред Берд | Джон Уокер                           | Майкл Джакіно               |
| 7  | Тачки                | 9 червня 2006     | Джон Лассетер               | Лассетер, Йорген Клубієн і Джо Ранфт Ден Фогельман, Клубієн, Лассетер, Філ Лорін, Кіль Мюррей і Ранфт           | Лассетер, Йорген Клубієн і Джо Ранфт Ден Фогельман, Клубієн, Лассетер, Філ Лорін, Кіль Мюррей і Ранфт           | Дарла К. Андерсон                    | Ренді Ньюман                |
| 8  | Рататуй              | 29 червня 2007    | Бред Берд                   | Бред Берд | Бред Берд | Бред Льюїс                           | Майкл Джакіно               |
| 9  | ВОЛЛ-І               | 27 червня 2008    | Ендрю Стентон               | Піт Доктер і Стентон                                                                                            | Піт Доктер і Стентон                                                                                            | Джим Морріс                          | Томас Ньюман                |
| 10 | Вперед і вгору       | 29 травня 2009    | Піт Доктер                  | Доктор, Том Маккарті і Боб Петерсон                                                                             | Доктор, Том Маккарті і Боб Петерсон                                                                             | Джонас Рівера                        | Майкл Джакіно               |
| 11 | Історія іграшок 3    | 18 червня 2010    | Лі Ункрич                   | Джон Лассетер, Ендрю Стентон і Анкрич                                                                           | Майкл Арндт | Дарла К. Андерсон                    | Ренді Ньюман                |
| 12 | Тачки 2              | 24 червня 2011    | Джон Лассетер               | Ден Фогельман, Лассетер і Бред Льюїс                                                                            | Бен Квін | Деніз Рім                            | Майкл Джакіно               |
| 13 | Відважна             | 22 червня 2012    | Марк Ендрюс і Бренда Чепмен | Чепмен | Ендрюс, Чепмен, Айрен Мекчі та Стів Перселл                                                                     | Катерина Сарафян                     | Патрік Дойл                 |
| 14 | Університет монстрів | 21 червня 2013    | Ден Скенлон                 | Роберт Л. Берд, Ден Герсон і Скенлон                                                                            | Роберт Л. Берд, Ден Герсон і Скенлон                                                                            | Корі Рае                             | Ренді Ньюман                |
| 15 | Думками навиворіт    | 19 червня 2015    | Піт Доктер                  | Ронні дель Кармен і Доктор                                                                                      | Джош Кулі, Доктер і Мег Лефов                                                                                   | Джонас Рівера                        | Майкл Джакіно               |
| 16 | Добрий динозавр      | 25 листопада 2015 | Пітер Сон                   | Ерік Бенсон, Мег ЛеФов, Келсі Манн, Боб Петерсон і Сон                                                          | Ерік Бенсон, Мег ЛеФов, Келсі Манн, Боб Петерсон і Сон                                                          | Деніз Рім                            | Джефф і Майкл Данна         |
| 17 | У пошуках Дорі       | 17 червня 2016    | Ендрю Стентон               | Ендрю Стентон                                                                                                   | Стентон і Вікторія Строус                                                                                       | Ліндсі Коллінз                       | Томас Ньюман                |
| 18 | Тачки 3              | 16 червня 2017    | Браян Фі                    | Фі, Еял Поделл, Бен Квін і Джонатон Е. Стюарт                                                                   | Кіл Мюррей, Боб Петерсон і Майк Річ                                                                             | Кевін Рехер                          | Ренді Ньюман                |
| 19 | Коко                 | 22 листопада 2017 | Лі Ункрич                   | Метью Олдріч, Джейсон Кац, Адріан Моліна і Анкрич                                                               | Олдріч і Моліна                                                                                                 | Дарла К. Андерсон                    | Майкл Джакіно               |
| 20 | Суперсімейка 2       | 15 червня 2018    | Бред Берд                   | Бред Берд | Бред Берд | Ніколь Параді Гріндл і Джон Уокер    | Майкл Джакіно               |
| 21 | Історія іграшок 4    | 21 червня 2019    | Джош Кулі                   | Кулі, Стефані Фолсом, Мартін Хайнс, Рашида Джонс, Валері ЛаПойнт, Джон Лассетер, Вілл МакКормак і Ендрю Стентон | Кулі, Стефані Фолсом, Мартін Хайнс, Рашида Джонс, Валері ЛаПойнт, Джон Лассетер, Вілл МакКормак і Ендрю Стентон | Марк Нільсен і Джонас Рівера         | Ренді Ньюман                |
| 22 | Уперед               | 6 березня 2020    | Ден Скенлон                 | Кіт Бунін, Джейсон Хедлі і Скенлон                                                                              | Кіт Бунін, Джейсон Хедлі і Скенлон                                                                              | Корі Рае                             | Джефф і Майкл Данна         |
| 23 | Душа                 | 25 грудня 2020    | Піт Доктер                  | Доктор, Майк Джонс і Кемп Пауерс                                                                                | Доктор, Майк Джонс і Кемп Пауерс                                                                                | Дана Мюррей                          | Трент Резнор і Аттікус Росс |
| 24 | Лука                 | 18 червня 2021    | Енріко Казароза             | Джессі Ендрюс, Казароза і Саймон Стівенсон                                                                      | Джессі Ендрюс, Казароза і Саймон Стівенсон                                                                      | Андреа Уоррен                        | Ден Ромер                   |
| 25 | Я — панда            | 11 березня 2022   | Домі Ши                     | Джулія Чо, Ши і Сара Стрейхер                                                                                   | Джулія Чо, Ши і Сара Стрейхер                                                                                   | Ліндсі Коллінз                       | Людвіг Йоранссон            |
| 26 | Лайтер               | 17 червня 2022    | Ангус Маклейн               | Джейсон Хедлі і Маклейн                                                                                         | Джейсон Хедлі і Маклейн                                                                                         | Галин Сусман                         | Майкл Джакіно               |
| 27 | Стихії               | 16 червня 2023    | Пітер Сон                   | | Бренда Шуей | Деніз Рім                            | Томас Ньюман                |
| 28 | Думками навиворіт 2  | 14 червня 2024    | Келсі Манн                  | | Мег Лефов | Марк Нільсен                         |                             |
| 29 | Еліо                 | 20 червня 2025    | Едріан Моліна               | Едріан Моліна                                                                                                   | Едріан Моліна                                                                                                   | Мері Еліс Друмм                      | Роб Сімонсен                |

### Майбутні проєкти
| #  | Фільм             | Дата випуску | Режисер(и)                       | Автор(и)    | Автор(и)    | Продюсер(и)          | Композитор(и) |
| #  | Фільм             | Дата випуску | Режисер(и)                       | Історія     | Сценарій    | Продюсер(и)          | Композитор(и) |
| -- | ----------------- | ------------ | -------------------------------- | ----------- | ----------- | -------------------- | ------------- |
| 30 | Стрибунці         | 2026         | Деніел Чонг                      | Деніел Чонг | Деніел Чонг | Ніколь Параді Гріндл |               |
| 30 | Історія іграшок 5 | 2026         | Ендрю Стентон та Маккенна Гарріс |             |             |                      |               |
| 32 | Коко 2            | 2029         |                                  |             |             |                      |               |
| 33 | Суперсімейка 3    | TBA          |                                  |             |             |                      |               |

### Касові збори
| Фільм                | Бюджет       | Касові збори  | Касові збори | Касові збори   | Посилання     |
| Фільм                | Бюджет       | США та Канада | Інші країни  | Світові збори  | Посилання     |
| -------------------- | ------------ | ------------- | ------------ | -------------- | ------------- |
| Історія іграшок      | $30 млн      | $191 796 233  | $181 757 800 | $373 554 033   | [ 5 ] [ 6 ]   |
| Життя комах          | $120 млн     | $162 798 565  | $200 460 294 | $363 258 859   | [ 7 ]         |
| Історія іграшок 2    | $90 млн      | $245 852 179  | $251 522 597 | $497 374 776   | [ 8 ]         |
| Корпорація монстрів  | $115 млн     | $289 916 256  | $342 400 393 | $632 316 649   | [ 9 ]         |
| У пошуках Немо       | $94 млн      | $339 714 978  | $531 300 000 | $871 014 978   | [ 10 ]        |
| Суперсімейка         | $92 млн      | $261 441 092  | $370 165 621 | $631 606 713   | [ 11 ]        |
| Тачки                | $120 млн     | $244 082 982  | $217 900 167 | $461 983 149   | [ 12 ]        |
| Рататуй              | $150 млн     | $206 445 654  | $417 280 431 | $623 726 085   | [ 13 ]        |
| ВОЛЛ·І               | $180 млн     | $223 808 164  | $297 503 696 | $521 311 860   | [ 14 ]        |
| Вперед і вгору       | $175 млн     | $293 004 164  | $442 094 918 | $735 099 082   | [ 15 ]        |
| Історія іграшок 3    | $200 млн     | $415 004 880  | $651 964 823 | $1 066 969 703 | [ 16 ]        |
| Тачки 2              | $200 млн     | $191 452 396  | $368 400 000 | $559 852 396   | [ 17 ]        |
| Відважна             | $185 млн     | $237 283 207  | $301 700 000 | $538 983 207   | [ 18 ]        |
| Університет монстрів | $200 млн     | $268 492 764  | $475 066 843 | $743 559 607   | [ 19 ] [ 20 ] |
| Думками навиворіт    | $175 млн     | $356 461 711  | $501 149 463 | $857 611 174   | [ 21 ]        |
| Добрий динозавр      | $175 млн     | $123 087 120  | $209 120 551 | $332 207 671   | [ 22 ] [ 23 ] |
| У пошуках Дорі       | $200 млн     | $486 295 561  | $542 275 328 | $1 028 570 889 | [ 24 ] [ 25 ] |
| Тачки 3              | $175 млн     | $152 901 115  | $231 029 541 | $383 930 656   | [ 26 ] [ 27 ] |
| Коко                 | $175 млн     | $209 726 015  | $597 356 181 | $807 082 196   | [ 28 ] [ 29 ] |
| Суперсімейка 2       | $200 млн     | $608 581 744  | $634 223 615 | $1 242 805 359 | [ 30 ] [ 31 ] |
| Історія іграшок 4    | $200 млн     | $434 038 008  | $639 356 585 | $1 073 394 593 | [ 32 ] [ 33 ] |
| Уперед               | $175-200 млн | $61 555 145   | $80 381 763  | $141 936 908   | [ 34 ]        |
| Душа                 | $150 млн     | Н/Д           | $111 700 000 | $111 700 000   | [ 35 ]        |
| Лука                 | Н/Д          | Н/Д           | $49,750,471  | $49,750,471    | [ 36 ] [ 37 ] |
| Я — панда            | $175 млн     | Н/Д           | $19,501,533  | $19,501,533    | [ 38 ] [ 39 ] |
| Лайтер               | $200 млн     | $114,593,750  | $92,452,582  | $207,046,332   | [ 40 ] [ 41 ] |